# Stazione di Besana
La stazione di Besana è una stazione ferroviaria posta sulla linea Monza-Molteno-Lecco, a servizio della città di Besana in Brianza.

## Storia

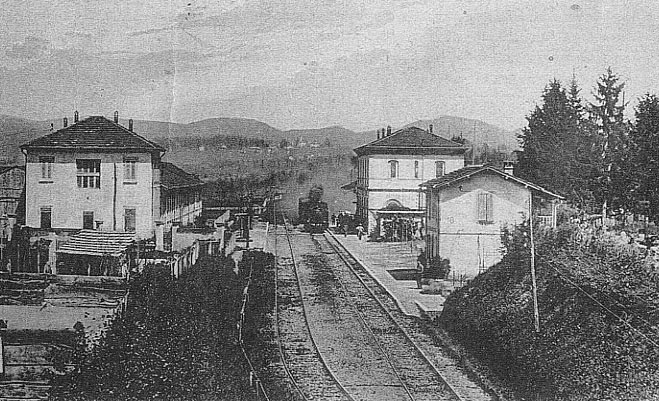
Foto d'epoca della stazione a pochi giorni dall'apertura della linea nel 1911

La stazione fu inaugurata nel 1911, come la totalità della linea.

## Strutture ed impianti
Il fabbricato viaggiatori è un edificio a due piani in classico stile ferroviario.

La stazione conta due binari per il servizio passeggeri. È presente un piccolo scalo merci con un magazzino merci.

## Movimento
La stazione è servita dai treni della linea S7 (Milano–Monza–Molteno–Lecco), con frequenza oraria, rafforzata a (circa) semioraria verso Lecco nelle ore di punta serali e verso Milano nelle ore di punta della mattina.
Alcune coppie di corse aggiuntive della linea  (ad aprile 2023, una al giorno, in arrivo alle 13:45 e in partenza intorno alle 14:15) sono limitate alla tratta Besana-Milano Porta Garibaldi.

## Servizi
La stazione dispone di:
- Sala d'attesa
- Servizi igienici